# Samuel Cabrera
Samuel Cabrera Castañeda (Pasuncha, Pacho, Cundinamarca, 15 de agosto de 1960 - 21 de marzo de 2022) fue un ciclista profesional colombiano, de gran actuación en América Central y en Europa, participando en seis ediciones del Tour de Francia. Fue profesional entre los años 1985 y 1989. Cuajó buenas actuaciones en el Tour del Porvenir y en el Clásico RCN.
Cabrera falleció mientras estaba en su finca cuando fue alcanzado por un rayo.

## Palmarés
1980
- Vuelta a Guatemala

1982
- Vuelta a Costa Rica

1988
- 1 etapa de la Vuelta Américas

## Otros méritos
1985
- 3.º en el Tour del Porvenir

## Resultados en Grandes Vueltas
| Carrera         | 1983 | 1984 | 1985 | 1986 | 1987 | 1988 | 1989 |
| Tour de Francia | 57.º | 32.º | -    | 11.º | Ab.  | 31.º | 49.º |
| Giro de Italia  | -    | -    | -    | -    | -    | -    | 21º  |
| Vuelta a España | -    | -    | Ab.  | 35.º | 44.º | Ab.  | -    |

-: no participa 

## Equipos
- Café de Colombia-Varta (1985)
- Reynolds Ts Batteries (1986)
- Reynolds (1987)
- Café de Colombia (1988)
- Café de Colombia (1989)